# Arthur Lismer
Arthur Lismer (27 de junio de 1885 - 23 de marzo de 1969) fue un pintor canadiense nacido en Inglaterra, miembro del Grupo de los Siete. 

## Primeros años
Cuando tenía trece años de edad, Lismer ingresó en una compañía de grabados fotográficos como aprendiz. Obtuvo una beca y tomó clases nocturnas en la Escuela de Arte de Sheffield entre 1898 y 1905. En 1905, se mudó a Amberes (Bélgica), donde estudió arte en la Academie Royale.
Emigró a Canadá en 1911 y se estableció en Toronto (Ontario). Allí trabajó en Grip Ltd., una revista satírica. 

## Artista de guerra
En 1916, Lismer fue uno de los pintores seleccionados por el Comité Asesor de Artistas de Guerra Canadienses para reflejar el papel del país en la Primera Guerra Mundial, como "artista oficial de la guerra". Su obra más célebre de los años de guerra muestra lo que observó y descubrió en Halifax, Nueva Escocia: dragado de minas, ayuda humanitaria, patrullas y defensa portuaria.

## Grupo de los Siete

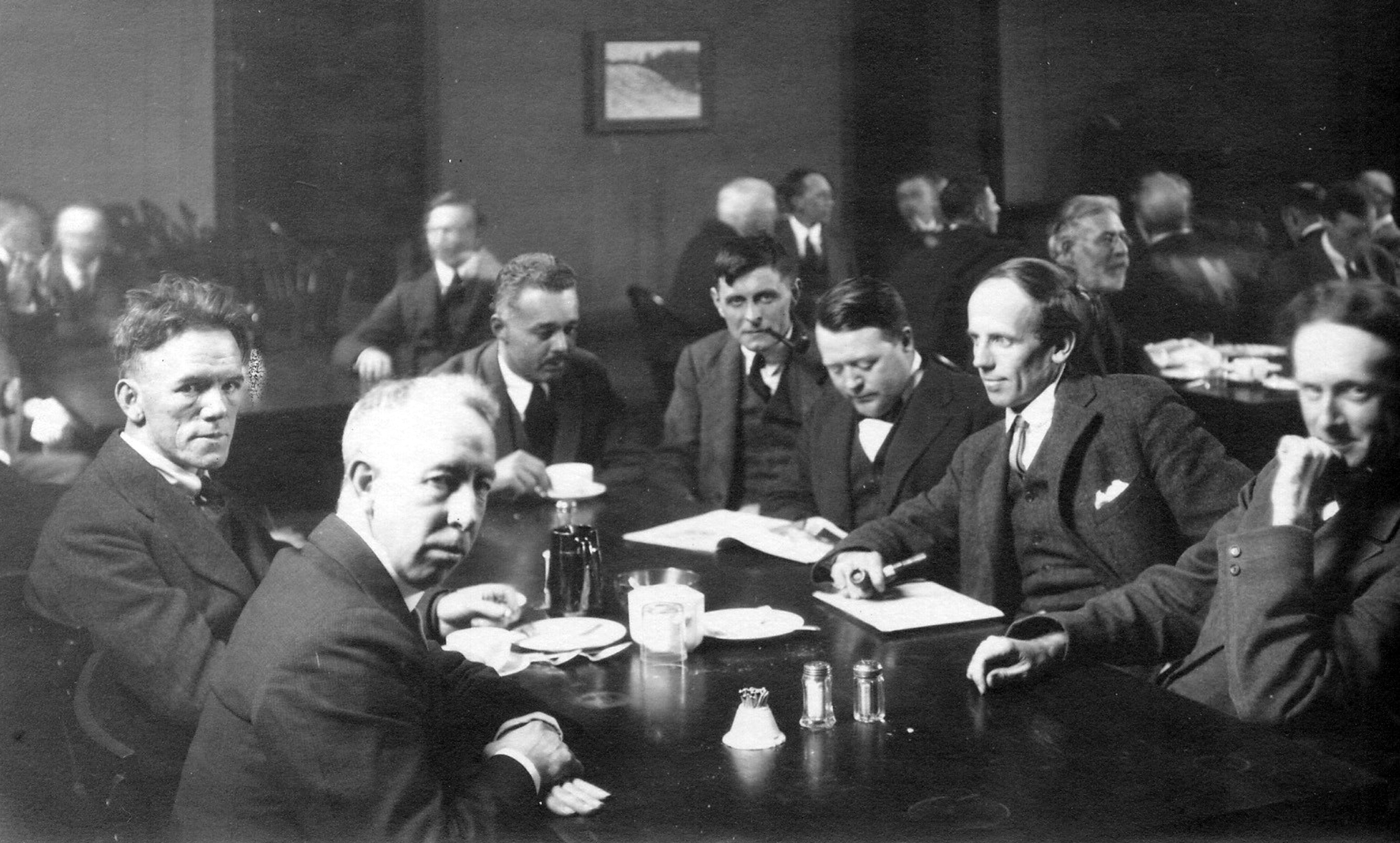
Grupo de los Siete: Frederick Varley, A. Y. Jackson, Lawren Harris, Fairley, Frank Johnston, Arthur Lismer y J. E. H. MacDonald.

La colaboración de cuatro artistas en la revista Grip se convirtió, gradualmente, en el "Grupo de los Siete", cuya obra tenía como intención contribuir al proceso de brindarle a Canadá una voz distintiva en la pintura. El grupo fue reconocido principalmente por sus caracterizaciones del área salvaje norteamericana. Otro artista que estuvo relacionado con el grupo fue Tom Thomson, aunque técnicamente falleció antes de que éste se formara, en el año 1919. También trabajaba en Grip.
El estilo de Arthur Lismer estuvo influenciado por sus experiencias previas a su llegada a Canadá (en especial en Amberes), donde aprendió técnicas de los movimientos de la escuela de Barbizon y posimpresionista. Le dio al Grupo de los Siete su característico estilo orgánico, y una conexión espiritual con el ambiente que regiría las pinturas de los integrantes.
Durante el Centenario de la Ciudad de Toronto, en 1934, Lismer formó parte del Comité de Pinturas. Su obra en educación artística fue efectiva y reconocida, y este servicio a la comunidad lo convirtió en una figura influyente en medida mayor que sus colegas artistas. Por ejemplo, comenzó un programa de arte para niños en la Galería de Arte de Toronto que tendría mucho éxito en la década de 1930.
Varios miembros del Grupo de los Siete se convirtieron más tarde en integrantes del Grupo Canadiense de Pintores, incluyendo a Lismer, Lawren Harris, A. J. Casson, A. Y. Jackson y Franklin Carmichael.  
En 1967, fue nombrado Companion de la Orden de Canadá.
Lismer falleció el 23 de marzo de 1969 en Montreal, Quebec, y fue sepultado junto con otros miembros del grupo original de los Siete en los terrenos de la Galería McMichael.

## Lectura complementaria
- Boulet, Roger; Group of Seven and Tom Thomson (1982), The Canadian Earth, M. Bernard Loates, Cerebrus Publishing, AMICUS 2894383 .